# ドラゴスラヴ・シェクララツ
ドラゴスラヴ・シェクララツ（セルビア語: Драгослав Шекуларац, ラテン文字転写: Dragoslav Šekularac, 1937年11月8日 - 2019年1月5日）は、セルビア人のサッカー選手、指導者。ポジションは攻撃的ミッドフィールダー。

## 経歴
ユーゴスラビア王国・シュティプ（現在のマケドニア共和国）の出身。母国では「シェキ」のニックネームで知られるレッドスター・ベオグラードにおける5大星人の一人である。ユーゴスラビア代表としてFIFAワールドカップに2回出場し、1956年のメルボルンオリンピックでは銀メダルを獲得。晩年はコロンビアリーグでプレーした。
指導者としては、1986年にオーストラリアリーグ最優秀監督に選出され、1989年から1シーズンは古巣レッドスターの監督も務めた。
2019年1月5日、セルビア・ベオグラードで死去。

## 所属クラブ
- レッドスター・ベオグラード 1955-1966
- カールスルーエSC 1966-1967
- セントルイス・スターズ（英語版） 1967
- OFKベオグラード 1968-1969
- インデペンディエンテ・サンタフェ 1969-1970
- ミジョナリオスFC 1971-1972
- アメリカ・デ・カリ 1973
- パリFC 1975-1976

## 指導歴
- グアテマラ代表 1984-1985
- フッツクレイJUST（英語版） 1986
- レッドスター・ベオグラード 1989-1990
- クルブ・アメリカ 1990-1991
- 釜山大宇ロイヤルズ 1996
- FKオビリッチ 1998-2000
- セルビアン・ホワイト・イーグルスFC（英語版） 2006